# 謝里登 (加利福尼亞州普萊瑟縣)
謝里登（英語：Sheridan）是位於美國加利福尼亞州普萊瑟縣的一個人口普查指定地區。

## 地理
謝里登的座標為38°58′47″N 121°22′32″W / 38.97972°N 121.37556°W，而該地最高點為海拔高度34米（即112英尺）。

## 人口
根據2010年美國人口普查的數據，謝里登的面積為67.455平方千米，當中陸地面積為67.540平方千米，而水域面積為0.015平方千米。當地共有人口1238人，而人口密度為每平方千米18人。